# 松林久吉
松林 久吉（まつばやし ひさきち、1907年（明治40年）9月7日 - 1978年（昭和53年）7月11日）は、日本の医師、医学博士、寄生虫学者。
慶應義塾大学医学部長（第7代）、初代琉球大学保健学部長、防衛医科大学校初代校長等を歴任。従四位。

## 経歴
山口県萩市の旧家真鍋家に生まれ、少年時代に東京に出て、のちに同じ萩出身の高名な日本画家・松林桂月の家に入って松林と姓を改めている。
- 昭和6年（1931年）慶應義塾普通部を経て、慶應義塾大学医学部卒業。ただちに台湾総督府中央研究所より来任した小泉丹主宰・医学部寄生虫学教室入室。
- 昭和12年（1937年）腸管寄生性原虫研究後、同大学講師。
- 昭和13年(1938年) 慶應義塾大学医学博士 「穎虫類の研究」。
- 昭和18年（1943年）同大学助教授。ニューブリテン島ラバウル研究出張。
- 昭和23年（1948年）同大学教授。
- 昭和27年（1952年）東京寄生虫予防協会理事長。
- 昭和32年（1957年）チャイナ・メディカル・ボード奨学金によりチュレーン大学熱帯病・寄生虫病学教室入室、ポール・ビーバー教授に師事。
- 昭和38年（1963年）日本学術会議会員、医学視学委員、大学設置審議会専門委員等に就任。
- 昭和43年（1968年）野口英世記念医学賞受賞。
- 昭和45年（1970年）米軍統治下の沖縄、琉球大学保健学部初代学部長として赴任。
- 昭和48年（1973年）防衛庁の医科大学校開校構想の下、防衛庁の顧問として聘され、創設準備を進める。
- 昭和49年（1974年）防衛医科大学校開校に伴い、初代学長に就任。
- 昭和53年（1978年）葬儀は防衛医科大学校葬儀として荘重に執り行われる。享年70。